# Mia Sara
Mia Sara, all'anagrafe Mia Sarapochiello (New York, 19 giugno 1967), è un'attrice statunitense.
È nota soprattutto per il ruolo di Sloane Peterson, ragazza di Ferris Bueller, in Una pazza giornata di vacanza (1986), e di Melissa Walker, moglie di Jean-Claude Van Damme, nel film Timecop - Indagine dal futuro (1994).

## Biografia
Figlia di un fotografo e di una stilista, entrambi italoamericani, entra a far parte della St. Ann's School a Brooklyn, in cui frequenta la scuola elementare e media. Il suo primo ruolo di rilievo è nel film Legend (1985), al fianco di Tom Cruise, ma è conosciuta soprattutto per l'interpretazione di Sloane Peterson nel film Una pazza giornata di vacanza (1986).
Appare poi in alcune miniserie televisive, tra cui Queenie - La stella di Calcutta (1987), che ricostruisce in maniera romanzata l'ascesa hollywoodiana dell'attrice  Merle Oberon, e recita nei film Timecop - Indagine dal futuro (1994), vincendo il premio Saturn Award come "miglior attrice non protagonista", e All'inseguimento della morte rossa (1995), con Michael Caine.

## Vita privata
Nel 1996 sposa Jason Connery (figlio di Sean Connery), con cui recita nel film televisivo All'inseguimento della morte rossa, e dal quale ha un figlio, Dashiell Quinn, nato nel 1997. I due attori divorziano nel 2002. Dal 2010 è sposata con Brian Henson (figlio di Jim Henson  creatore dei Muppets). La coppia ha una figlia, Amelia.

## Filmografia

### Cinema
- Legend, regia di Ridley Scott (1985)
- Una pazza giornata di vacanza (Ferris Bueller's Day Off), regia di John Hughes (1986)
- La notte dello sciamano (Apprentice to Murder), regia di Ralph L. Thomas (1988)
- Melanie (Shadows in the Storm), regia di Terrell Tannen (1988)
- Big Time, regia di Jan Egleson (1989)
- Any Man's Death, regia di Tom Clegg (1990)
- Il silenzio del deserto (A Climate for Killing), regia di J.S. Cardone (1991)
- Sfida d'onore (By the Sword), regia di Jeremy Kagan (1991)
- Una estranea fra noi (A Stranger Among Us), regia di Sidney Lumet (1992)
- Caroline at Midnight, regia di Scott McGinnis (1994)
- Timecop - Indagine dal futuro (Timecop), regia di Peter Hyams (1994)
- Inganno fatale (The Set Up), regia di Strathford Hamilton (1995)
- The Pompatus of Love, regia di Richard Schenkman (1995)
- Black Day Blue Night, regia di J.S. Cardone (1995)
- Inganno diabolico (The Maddening), regia di Danny Huston (1995)
- Intrigo a San Pietroburgo (Midnight in Saint Petersburg), regia di Douglas Jackson (1996)
- Descent, regia di Keith Cubba  - cortometraggio (1999)
- Dazzle, regia di David Lister (1999)
- Little Insects, regia di Gregory Gieras (2000)
- The Impossible Elephant, regia di Martin Wood (2001)
- Turn of Faith, regia di Charles Jarrott (2002)
- Hoodlum & Son, regia di  Ashley Way (2003)
- Dorothy and the Witches of Oz, regia di Leigh Scott (2012)
- The Life of Chuck, regia di Mike Flanagan (2024)

### Televisione
- Queenie - La stella di Calcutta (Queenie), regia di Larry Peerce - miniserie TV (1987)
- Alfred Hitchcock presenta (Alfred Hitchcock Presents) - serie TV, 1 episodio (1988)
- Fino al prossimo incontro (Till We Meet Again), regia di Charles Jarrott - miniserie TV (1989)
- Figlia delle tenebre (Daughter of Darkness), regia di Stuart Gordon - film TV (1990)
- Tutta colpa dell'amore (Blindsided), regia di Thomas Michael Donnelly - film TV (1993)
- Time Trax - serie TV, 2 episodi (1993)
- Il richiamo della foresta (Call of the Wild), regia di Michael Toshiyuki Uno - film TV (1993)
- All'inseguimento della morte rossa (Bullet to Beijing), regia di George Mihalka - film TV (1995)
- Chicago Hope - serie TV, 2 episodi (1995-1996)
- Strangers - serie TV, 1 episodio (1996)
- Preso in trappola (Undertow), regia di Eric Red – film TV (1996)
- Inganno diabolico (The Maddening), regia di Danny Huston (1996)
- Ventimila leghe sotto i mari (20,000 Leagues Under the Sea), regia di Rod Hardy – miniserie TV (1997)
- Hard Time, regia di Burt Reynolds – film TV (1998)
- Jack e il fagiolo magico (Jack and the Beanstalk: The Real Story), regia di Brian Henson – miniserie TV (2001)
- Lost in Oz, regia di Mick Garris – film TV (2002)
- Birds of Prey – serie TV, 13 episodi (2002-2003)
- CSI: NY – serie TV, 1 episodio (2005)
- Incubi e deliri (Nightmares and Dreamscapes: From the Stories of Stephen King), regia di Brian Henson - miniserie TV (2006)
- Tinseltown - serie TV, 1 episodio (2007)
- Le streghe di Oz (The Witches of Oz), regia di Leigh Scott - miniserie TV (2011)

## Doppiatrici italiane
Nelle versioni in italiano dei suoi film, Mia Sara è stata doppiata da:
- Emanuela Rossi in Timecop - Indagine dal futuro, Queenie - La stella di Calcutta
- Caterina Sylos Labini in Legend
- Roberta Paladini in Una pazza giornata di vacanza
- Eleonora De Angelis in Una estranea fra noi
- Ilaria Stagni in Alfred Hitchcock presenta
- Giuppy Izzo in Hard Time
- Claudia Catani  in Jack e il fagiolo magico
- Alessandra Korompay in Birds of Prey